# سرعت طرح

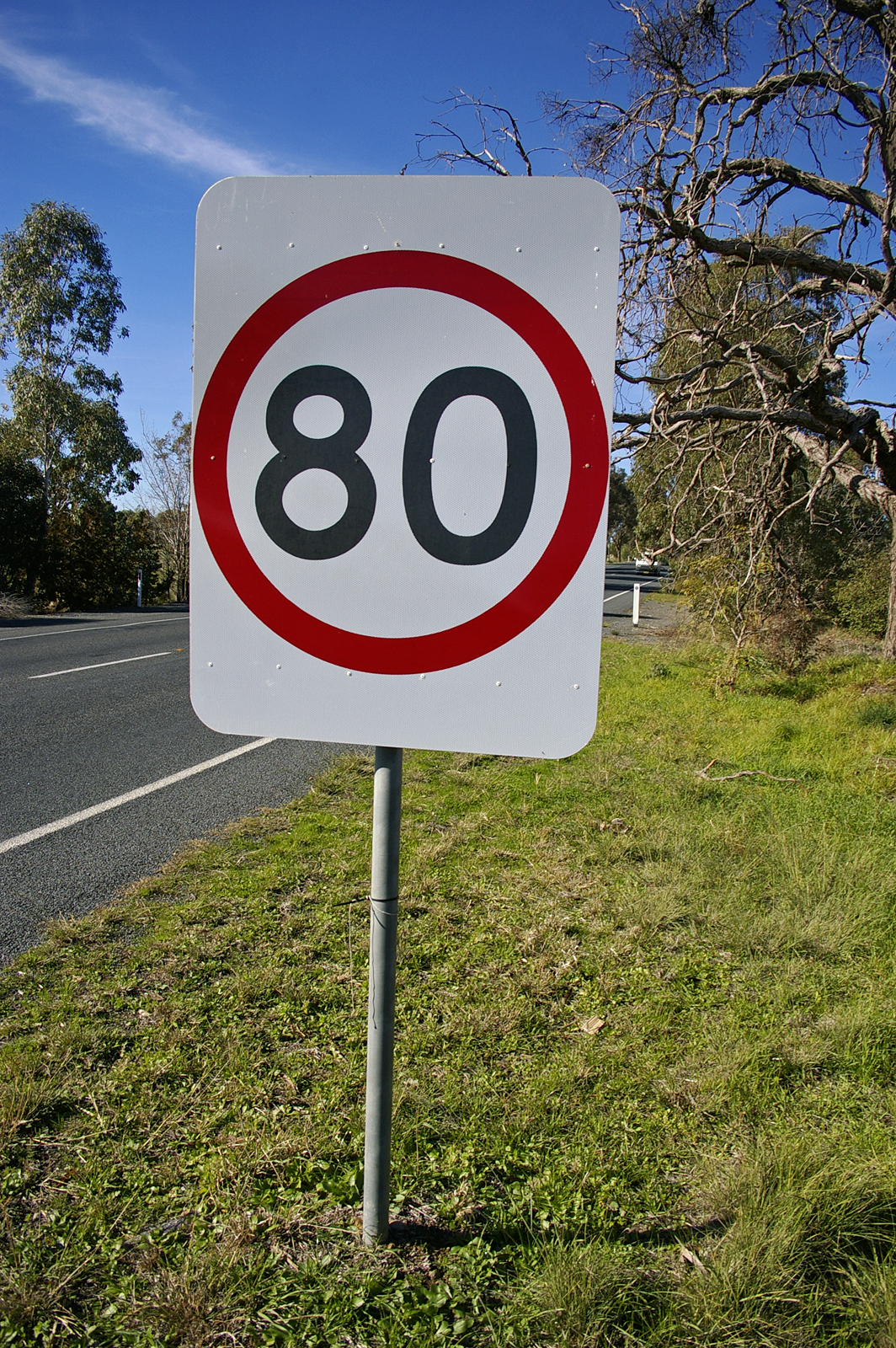
نمایی از یک علامت محدودهٔ سرعت مجاز. سرعت طرح، سرعتی است که برای مسیرهای گوناگون و مختلف، تعیین می‌گردد.

سرعت طرح اصطلاحی در راهسازی است و به معنی سرعتی است که برای تعیین حداقل مشخصات هندسی مربوط به طرح هندسی راه یا راه‌آهن مانند پیچ‌ها، شیب‌ها و فواصل دیدهای قطعه مورد نظر راه انتخاب می‌شود. سرعت طرح در طول و انحنای پیچ و خم‌ها، شیب‌ها و دورها تأثیر مستقیم دارد.
سرعت طرح یک راه الزاماً برابر با بیشینه سرعت آن راه نبوده و می‌تواند کمتر یا بیشتر از آن باشد. 